# Volgoréchensk
Volgoréchensk (en ruso: Волгоре́ченск) es una ciudad del óblast de Kostromá, Rusia, situada a la orilla derecha del río Volga. Volgoréchensk se fundó en 1964 como asentamiento de tipo urbano. 